# Sheila Dara Aisha
Sheila Dara Aisha, née le 24 septembre 1992 à Bandung, est une chanteuse et actrice indonésienne.
Sheila Dara épouse le chanteur Vidi Aldiano le 15 janvier 2022.